# Coupe de Tunisie masculine de volley-ball 2014-2015
Navigation
Coupe de Tunisie 2013-2014 Coupe de Tunisie 2015-2016
La coupe de Tunisie masculine de volley-ball 2014-2015 est la 59e édition de la coupe de Tunisie, compétition à élimination directe mettant aux prises des clubs de volley-ball affiliés à la Fédération tunisienne de volley-ball.

## Listes des équipes en compétition
| - Division nationale A - Aigle sportif d'El Haouaria - Club olympique de Kélibia - Club sportif de Hammam Lif - Club sportif sfaxien - Espérance sportive de Tunis - Étoile sportive du Sahel - Saydia de Sidi Bou Saïd - Tunis Air Club - Union sportive de Carthage - Union sportive des transports de Sfax | - Division nationale B - ASPTT Sfax - Avenir sportif de La Marsa - Club olympique du Kram - Étoile olympique La Goulette Kram - Étoile sportive de Radès - Fatah Hammam El Ghezaz - Mouloudia Sport de Bousalem |

## Formule de la compétition

### Phase finale
|  | Demi-finales                        | Demi-finales                        |                          |   | Finale                                  | Finale                                  |
|  | Demi-finales                        | Demi-finales                        |                          |   | Finale                                  | Finale                                  |
|  |                                     |                                     |                          |   |                                         |                                         |
|  | 28 février, 19-25 25-23 19-25 20-25 | 28 février, 19-25 25-23 19-25 20-25 |                          |   | 25 avril, 25-22 25-20 25-27 18-25 15-20 | 25 avril, 25-22 25-20 25-27 18-25 15-20 |
|  | 28 février, 19-25 25-23 19-25 20-25 | 28 février, 19-25 25-23 19-25 20-25 |                          |   | 25 avril, 25-22 25-20 25-27 18-25 15-20 | 25 avril, 25-22 25-20 25-27 18-25 15-20 |
|  | Union des transports de Sfax        | 1                                   |                          |   | 25 avril, 25-22 25-20 25-27 18-25 15-20 | 25 avril, 25-22 25-20 25-27 18-25 15-20 |
|  | Union des transports de Sfax        | 1                                   |                          |   | 25 avril, 25-22 25-20 25-27 18-25 15-20 | 25 avril, 25-22 25-20 25-27 18-25 15-20 |
|  | Étoile sportive du Sahel            | 3                                   |                          |   | 25 avril, 25-22 25-20 25-27 18-25 15-20 | 25 avril, 25-22 25-20 25-27 18-25 15-20 |
|  | Étoile sportive du Sahel            | 3                                   | Étoile sportive du Sahel | 3 |                                         |                                         |
|  | 28 février, 22-25 25-20 26-28 22-25 |                                     | Étoile sportive du Sahel | 3 |                                         |                                         |
|  |                                     | Espérance sportive de Tunis         | 2                        |   |                                         |                                         |
|  | Club sportif sfaxien                | Espérance sportive de Tunis         | 2                        | 1 |                                         |                                         |
|  | Club sportif sfaxien                |                                     |                          | 1 |                                         |                                         |
|  | Espérance sportive de Tunis         | 3                                   |                          |   |                                         |                                         |
|  | Espérance sportive de Tunis         | 3                                   |                          |   |                                         |                                         |